# یازووسکو
یازووسکو (به لاتین: Jazowsko) یک روستا در لهستان است که در گمینا وانتسکو واقع شده‌است. یازووسکو ۱٬۵۱۲ نفر جمعیت دارد و ۳۴۰ متر بالاتر از سطح دریا واقع شده‌است.